# Młynki (województwo lubelskie)
Młynki – wieś w Polsce położona w województwie lubelskim, w powiecie puławskim, w gminie Końskowola.
Wieś stanowi sołectwo gminy Końskowola. Według Narodowego Spisu Powszechnego z roku 2011 wieś liczyła 596 mieszkańców.
| SIMC    | Nazwa    | Rodzaj    |
| ------- | -------- | --------- |
| 1023687 | Oleśniak | część wsi |

Wierni Kościoła rzymskokatolickiego należą do parafii Znalezienia Krzyża Świętego i św. Andrzeja Apostoła w Końskowoli.

## Historia wsi
Najstarsza wzmianka źródłowa, wspominająca wieś o nazwie Młynki pochodzi z 1469 r. Z tego roku pochodzi także informacja o „pracowitych” – a więc zapewne wolnych kmieciach – Wawrzyńcu Opacie i Janie Kuli, mieszkańcach Młynek.
Co do genezy nazwy Młynki wypowiedziano zdanie, że pochodzi ona od młynów, przerabiających rudę darniową, wydobywaną sąsiednich Rudach. Jest to o tyle prawdopodobne, że wieś lokowana została nad rzeką Kurówką, a technologia wytwarzania żelaza z rudy darniowej wymagała płukania rudy po jej wydobyciu w celu usunięcia
zanieczyszczeń, a następnie rozbijania. Fakt, że do tej ostatniej czynności potrzebne były młyny świadczy, że przetwarzano rudę wydobywaną w postaci twardych brył, a więc bogatą w żelazo. Nazwa miejscowości wywodzi się od młynów, które wspominane były w 1453 r. jako leżące na granicy Witowskiej Woli, należącej do Jana Konińskiego oraz Sielc, będących własnością jego brata Pawła.
Powstałe w latach 1470-1480 Księgi uposażeń diecezji krakowskiej (Liber Beneficiorum Dioecesiis Cracoviensis), mające przedstawiać należności względem Kościoła wszystkich miejscowości w diecezji, przynoszą szereg interesujących informacji o Młynkach. Opis
wsi, nazwanej po łacinie „Mlynky” brzmi:--Młynki – wieś położona w parafii Konińska Wola, której dziedzicem jest Jan Koniński
z rodu Rawiczów. Są w niej łany kmiece, z których dziesięcina snopowa i konopna wybierana i oddawana jest kościołowi oraz plebanowi w Gołębiu, a wartość tej dziesięciny wynosi do 9 grzywien. Nie ma w niej folwarku.
Wieś szlachecka położona była w drugiej połowie XVI wieku w powiecie lubelskim województwa lubelskiego.
Wieś wchodziła w 1662 roku w skład majętności końskowolskiej Łukasza Opalińskiego.
W latach 1975–1998 miejscowość administracyjnie należała do ówczesnego województwa lubelskiego.